# Guinea Pig (film)
Guinea Pig, noto anche col titolo Guinea Pig - La cavia, è un cortometraggio del 2006 diretto da Antonello De Leo. Il cortometraggio ha lanciato nel mondo cinematografico l'atleta Fiona May e ha ricevuto il patrocinio di Amnesty International Italia perché ritenuta opera coraggiosa ed utile alla causa della lotta contro la tortura perpetrata nel mondo.
Guinea Pig è un'espressione inglese che significa "cavia da laboratorio".

## Trama
Una donna nera, per poter curare la propria bambina malata, quale ultima risorsa decide di sottoporsi, per denaro, a un esperimento scientifico che ben presto si rivelerà una vera e propria tortura. Al termine dell'esperimento, però, si scoprirà che la vera cavia non è lei, bensì l'assistente dello sperimentatore. L'assistente sottopone la "cavia" a scosse elettriche, e ne riconosce la dolorosità e i danni apportati alla donna. All'ordine del professore di continuare a somministrare scariche letali, egli inizialmente si oppone, ma poi si sottomette all'autorità. È preso dai sensi di colpa quando, il giorno dopo, vede la donna che egli stesso aveva visto morire per mano propria, viva e sorridente, senza alcun danno psicofisico: si rende quindi conto di essere stato vittima di un esperimento condotto dai militari per reclutare potenziali torturatori.

## Riconoscimenti
- 2007 - Rome independent film festival
  - Miglior Cortometraggio Italiano
- 2007 - Globo d'oro
  - Premio a Fiona May per l'intensa interpretazione del suo ruolo
- 2007 - RFF Reggio Film Festival
  - Premio Speciale
- 2007 - Levante Film Festival
  - Premio miglior soggetto
- 2007 - Festival internazionale del cortometraggio di Siena
  - Gran premio della giuria per il miglior cortometraggio italiano (Premio Kodak)
  - Premio del pubblico
- 2008 - Genova Film Festival
  - Premio Daunbailò e premio del sindacato nazionale critici cinematografici
- 2008 - Clorofilla Film Festival
  - Primo premio miglior cortometraggio
- 2008 - Overlook Film Festival
  - Primo premio miglior cortometraggio
- 2008 - Visionaria International Film Festival
  - Premio del pubblico